# Стационе ди Кампомела (Сасари)
Стационе ди Кампомела је насеље у Италији у округу Сасари, региону Сардинија.
Према процени из 2011. у насељу је живело 27 становника. Насеље се налази на надморској висини од 162 м.